# Câmpulung
Câmpulung là một đô thị thuộc hạt Argeș, România. Dân số thời điểm năm 2002 là 38285 người.